# I Modi
I Modi (Las maneras), también conocido como Los dieciséis placeres o bajo el título en latín De omnibus Veneris Schematibus, es un famoso libro erótico de la época renacentista italiana que contiene grabados de escenas explícitas de parejas en posiciones sexuales.
La edición original fue creada por el grabador Marcantonio Raimondi, basada en una  serie de pinturas eróticas que Giulio Romano  realizó para el nuevo Palacio del Té, en Mantua, por encargo de Federico II Gonzaga. Parece que la edición original, publicada en 1524, fue completamente destruida por la Iglesia católica, aunque han sobrevivido fragmentos de una edición posterior. 
La segunda edición, publicada en 1527, estaba acompañada de sonetos escritos por Pietro Aretino que describían los actos sexuales mostrados. Las ilustraciones originales fueron copiadas probablemente por Agostino Carracci, que es la versión que sobrevive.
En 2008 la Editorial Siruela publicó el libro Los Modi y los sonetos lujuriosos, que reúne los versos de Aretino y algunas de las imágenes que subsisten.

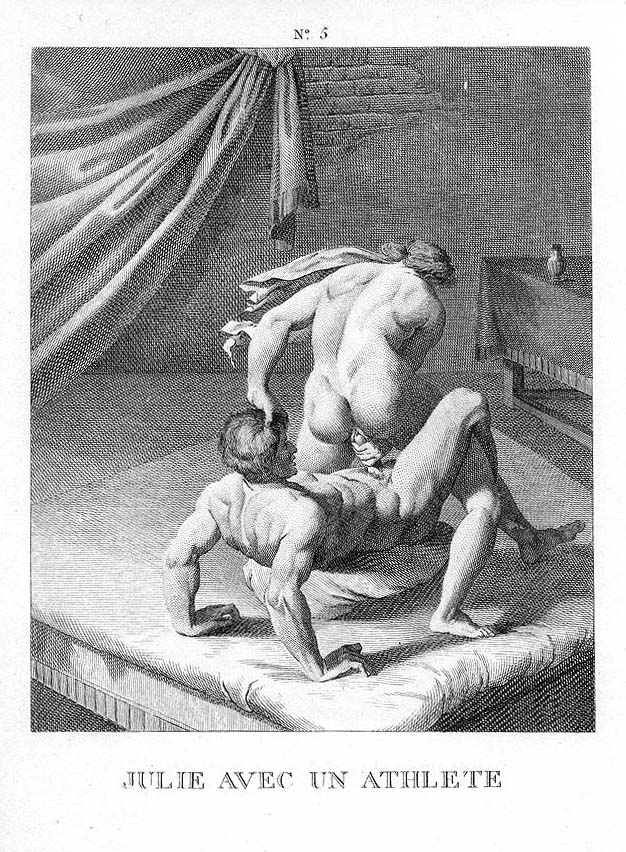
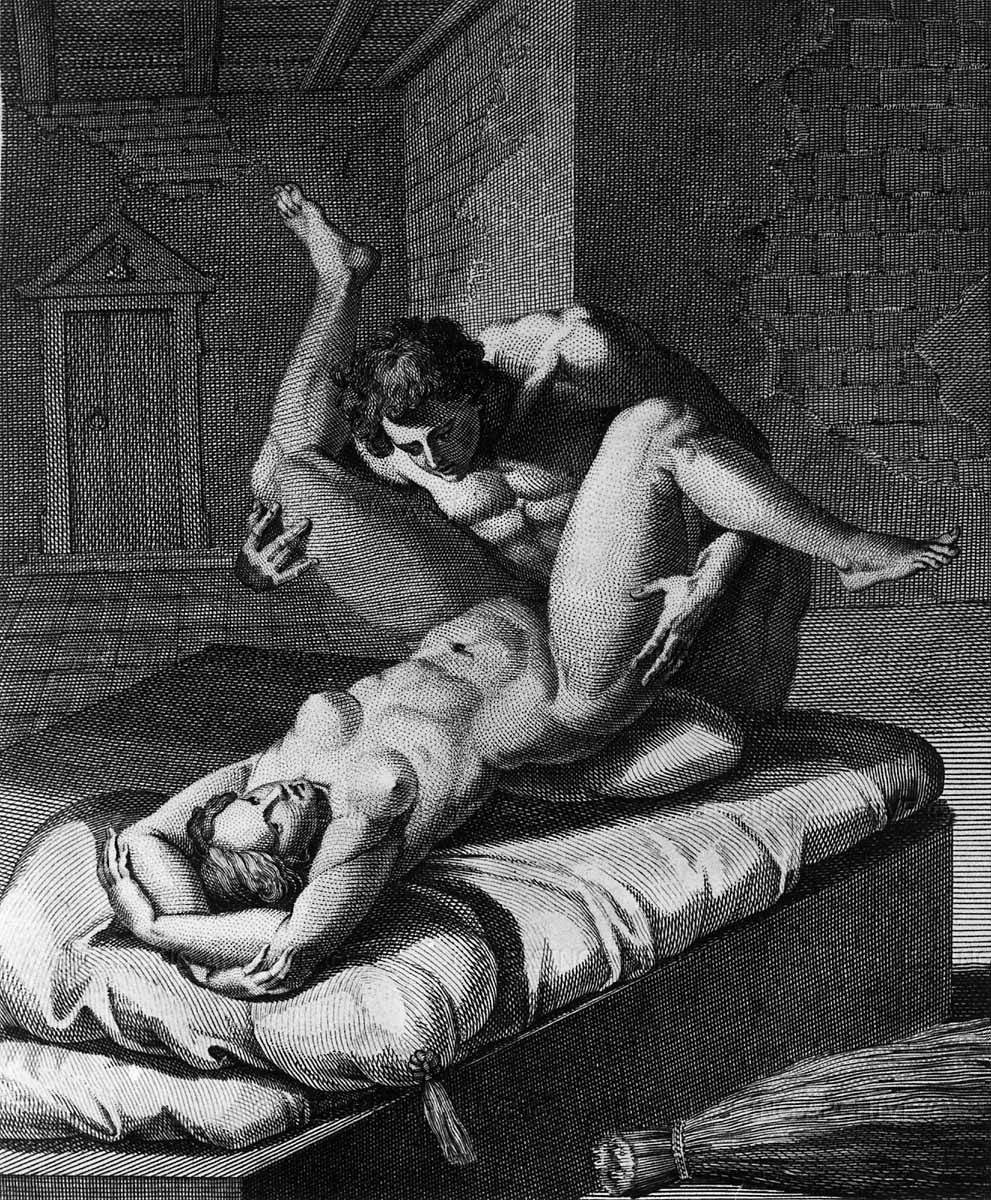
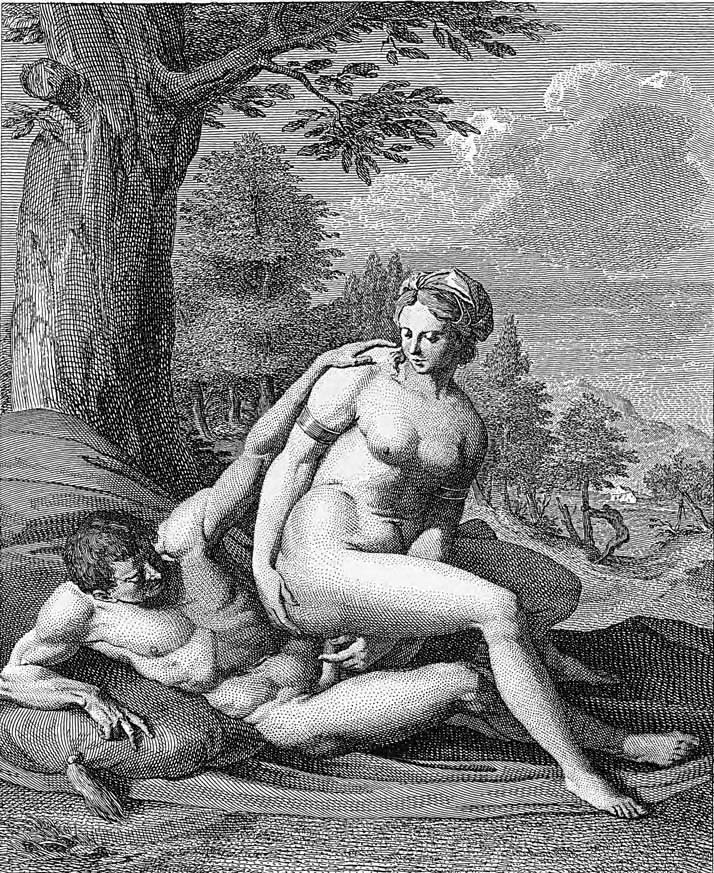
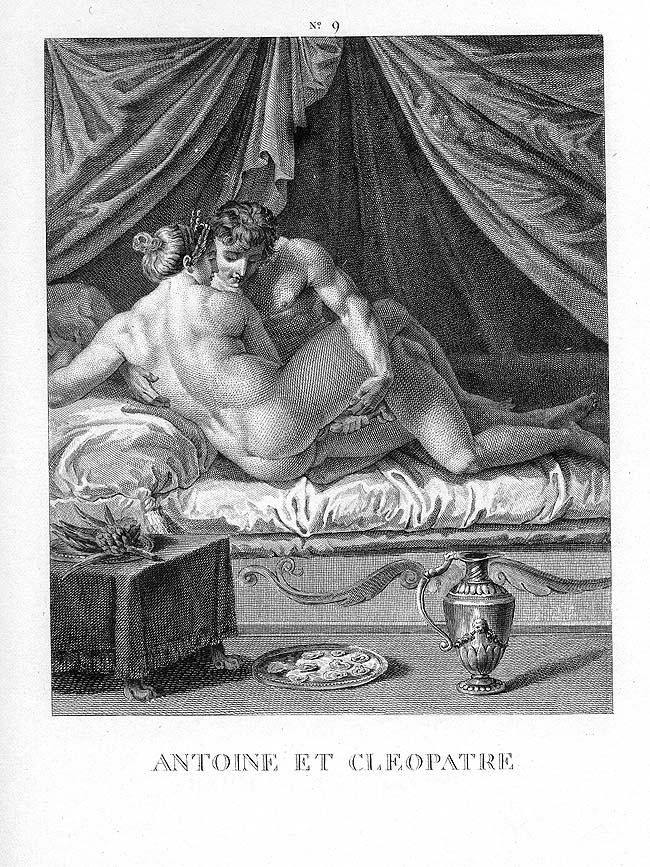
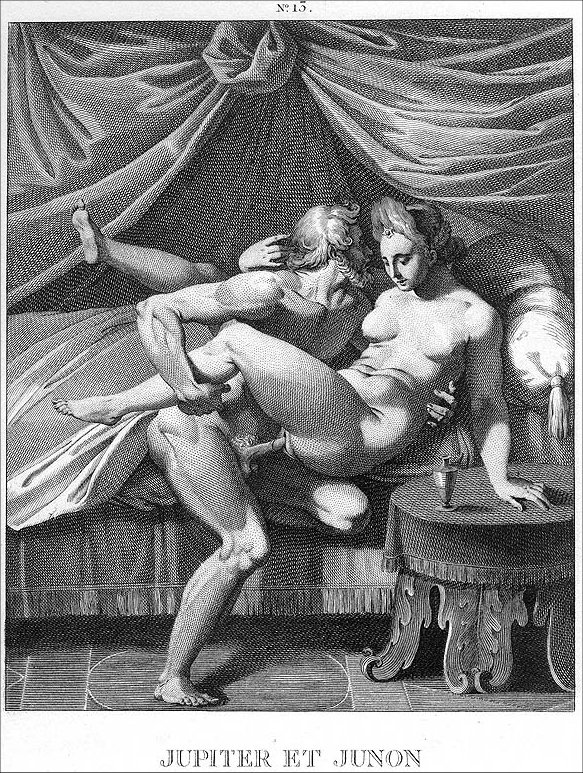